# Наварідас
Наварідас (баск. Navaridas, ісп. Navaridas) — муніципалітет в Іспанії, у складі автономної спільноти Країна Басків, у провінції Алава. Населення — 209 осіб (2009).
Муніципалітет розташований на відстані близько 250 км на північ від Мадрида, 33 км на південь від Віторії.

## Демографія
Динаміка населення (INE ):

## Галерея зображень

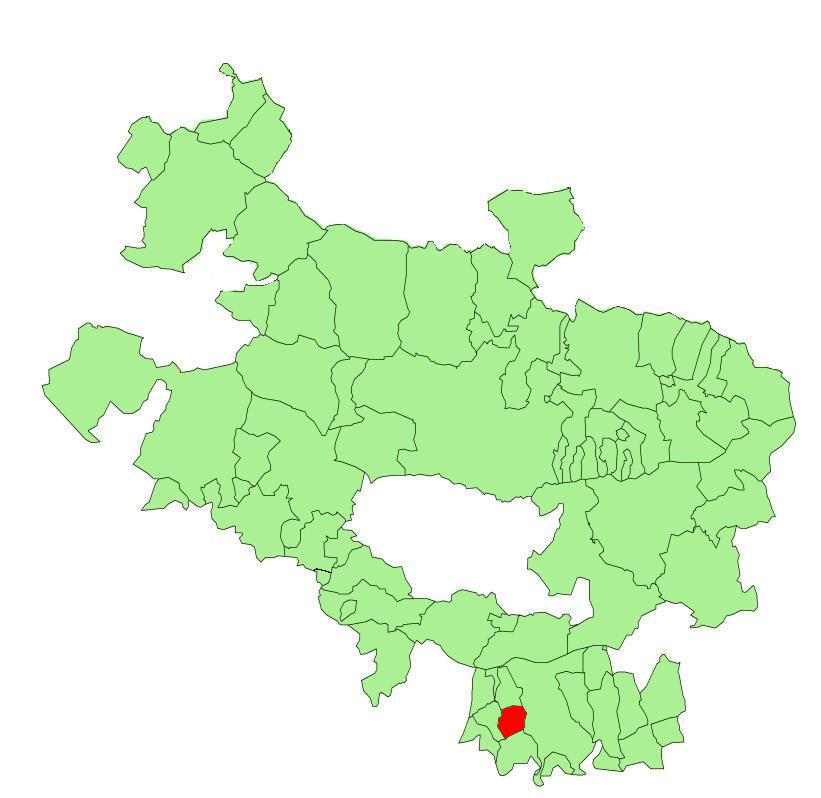
Розташування муніципалітету
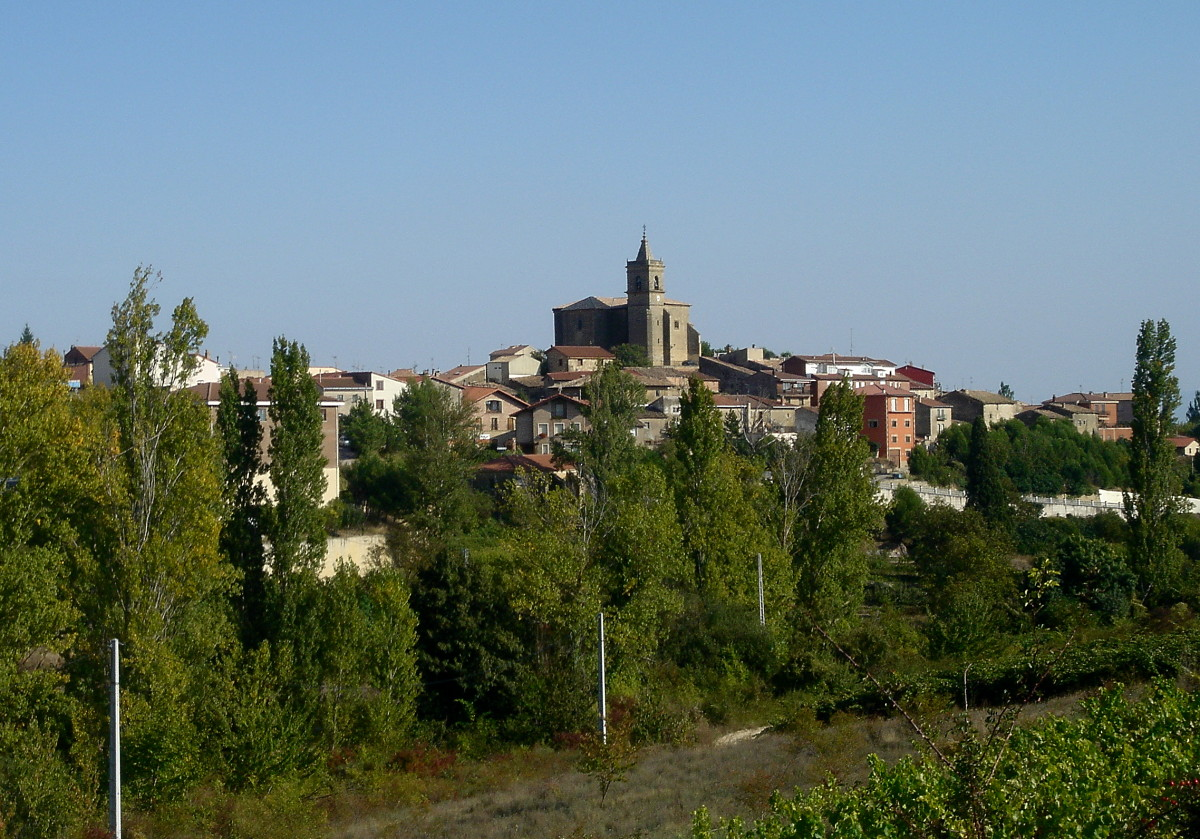
Наварідас